# Torricella Sicura
Torricella Sicura är en ort och kommun i provinsen Teramo i regionen Abruzzo i Italien. Kommunen hade 2 628 invånare (2018).